# MTV Europe Music Award al miglior artista UK e Irlanda
L'MTV Europe Music Award al miglior artista UK e Irlanda (MTV Europe Music Award for Best UK & Ireland Act) è uno dei premi degli MTV Europe Music Awards, che viene assegnato dal 1998.

## Albo d'oro

### Anni 1990
| Anno | Vincitore                                   | Nominati                                                                        |
| ---- | ------------------------------------------- | ------------------------------------------------------------------------------- |
| 1998 | vedi MTV EMA come MTV Select — UK e Irlanda | vedi MTV EMA come MTV Select — UK e Irlanda                                     |
| 1999 | Boyzone                                     | - Basement Jaxx - Lynden David Hall - Manic Street Preachers - Texas - Westlife |

### Anni 2000
| Anno | Vincitore    | Nominati                                                                |
| ---- | ------------ | ----------------------------------------------------------------------- |
| 2000 | Westlife     | - Craig David - Sonique - Travis - Robbie Williams                      |
| 2001 | Craig David  | - Artful Dodger - Feeder - Gorillaz - S Club 7                          |
| 2002 | Coldplay     | - Atomic Kitten - Ms. Dynamite - Sugababes - Underworld                 |
| 2003 | The Darkness | - The Coral - Funeral for a Friend - The Libertines - The Thrills       |
| 2004 | Muse         | - Natasha Bedingfield - Franz Ferdinand - Jamelia - The Streets         |
| 2005 | Coldplay     | - James Blunt - Gorillaz - Kaiser Chiefs - Stereophonics                |
| 2006 | The Kooks    | - Lily Allen - Arctic Monkeys - Muse - Corinne Bailey Rae               |
| 2007 | Muse         | - Arctic Monkeys - Klaxons - Mark Ronson - Amy Winehouse                |
| 2008 | Leona Lewis  | - Adele - Duffy - The Ting Tings - The Wombats                          |
| 2009 | Pixie Lott   | - Florence and the Machine - La Roux - / The Saturdays - Tinchy Stryder |

### Anni 2010
| Anno | Vincitore               | Nominati                                                     |
| ---- | ----------------------- | ------------------------------------------------------------ |
| 2010 | Marina and the Diamonds | - Delphic - Ellie Goulding - Rox - Tinie Tempah              |
| 2011 | Adele                   | - Coldplay - Florence and the Machine - Jessie J - Kasabian  |
| 2012 | / One Direction         | - Conor Maynard - Jessie J - Ed Sheeran - Rita Ora           |
| 2013 | / One Direction         | - Ellie Goulding - Calvin Harris - Olly Murs - Rudimental    |
| 2014 | / One Direction         | - - Sam Smith - Calvin Harris - Ed Sheeran - Cheryl Cole     |
| 2015 | Little Mix              | - Jess Glynne - / One Direction - Years & Years - Ed Sheeran |
| 2016 | Little Mix              | - Adele - Years & Years - Coldplay - Zayn Malik              |
| 2017 | Louis Tomlinson         | - Dua Lipa - Ed Sheeran - Little Mix - Stormzy               |
| 2018 | Little Mix              | - Anne-Marie - Dua Lipa - George Ezra - Stormzy              |
| 2019 | Little Mix              | - Lewis Capaldi - Dave - Mabel - Ed Sheeran                  |

### Anni 2020
| Anno | Vincitore    | Nominati                                                          |
| ---- | ------------ | ----------------------------------------------------------------- |
| 2020 | Little Mix   | - Dave - Dua Lipa - Harry Styles - Stormzy                        |
| 2021 | Little Mix   | - Dave - Dua Lipa - Ed Sheeran - KSI                              |
| 2022 | Harry Styles | - Adele - Cat Burns - Dave - Lewis Capaldi                        |
| 2023 | Tom Grennan  | - Calvin Harris - Central Cee - PinkPantheress - Raye - Sam Smith |
| 2024 | Raye         | - Central Cee - Charli XCX - Chase & Status - Dua Lipa - Hozier   |